# 钱嘉光

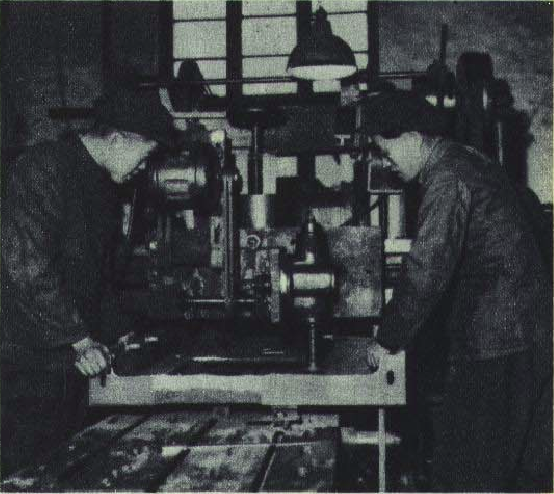
1951年的全国劳模钱嘉光（左）

钱嘉光（？—？），天津人，中华人民共和国政治人物。
担任工业劳模、国营天津纺织机械厂工具修配车间副主任。1954年，当选第一届全国人民代表大会代表。